# Berkeley Springs
Berkeley Springs (offiziell Town of Bath) ist eine Kleinstadt im Morgan County im US-Bundesstaat West Virginia und zugleich Verwaltungssitz des Countys. Die Stadt ist bekannt für ihre natürlichen Mineralquellen.

## Geschichte
Die Region wurde bereits von indigenen Völkern wegen ihrer warmen Quellen besucht. 1748 dokumentierte George Washington als 16-jähriger Landvermesser seinen Besuch der Quellen. 1776 wurde die Stadt unter dem Namen Bath gegründet, benannt nach der englischen Kurstadt Bath. Aufgrund des Postamts wurde der Ort jedoch bald als Berkeley Springs bekannt. Die Stadt entwickelte sich zu einem beliebten Kurort, der zahlreiche prominente Besucher anzog, darunter mehrere Unterzeichner der Unabhängigkeitserklärung und Verfassung der USA.

## Geographie
Berkeley Springs liegt in den Appalachen im östlichen Panhandle von West Virginia, etwa 42 km nordwestlich von Martinsburg und 58 km westlich von Hagerstown. Die Stadt erstreckt sich über eine Fläche von 0,87 km², ausschließlich Landfläche. Durch die Stadt fließt der Warm Spring Run, der in den Potomac River mündet.

## Wirtschaft und Tourismus
Die Wirtschaft von Berkeley Springs basiert hauptsächlich auf Tourismus, Bildung, Sandabbau, Möbelherstellung sowie Kunst und Handwerk. Die Stadt beherbergt mehrere Spas, die das mineralreiche Quellwasser nutzen. Zu den jährlichen Veranstaltungen zählen das Berkeley Springs International Water Tasting, der größte Wettbewerb seiner Art weltweit, und das Apple Butter Festival im Herbst.

## Sehenswürdigkeiten
- Berkeley Springs State Park: Zentrales Spa mit historischen Badehäusern, darunter das Old Roman Bath House.
- George Washington's Bathtub: Eine in Stein eingelassene Badewanne, die an Washingtons Besuche erinnert.
- Museum of the Berkeley Springs: Ausstellung zur Geschichte der Stadt und ihrer Quellen.
- Cacapon Resort State Park: Etwa 16 km südlich gelegen, bietet dieser Park zahlreiche Freizeitmöglichkeiten.[2]

## Galerie

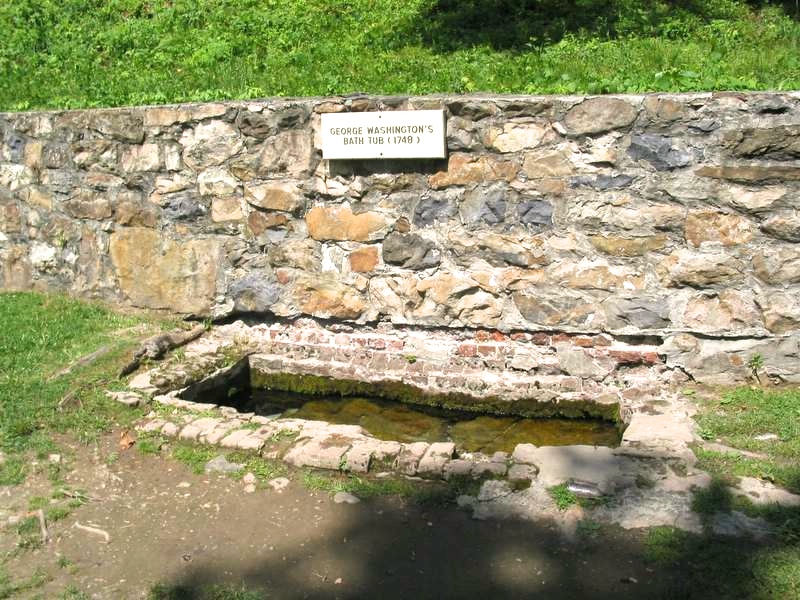
George Washington's Bathtub
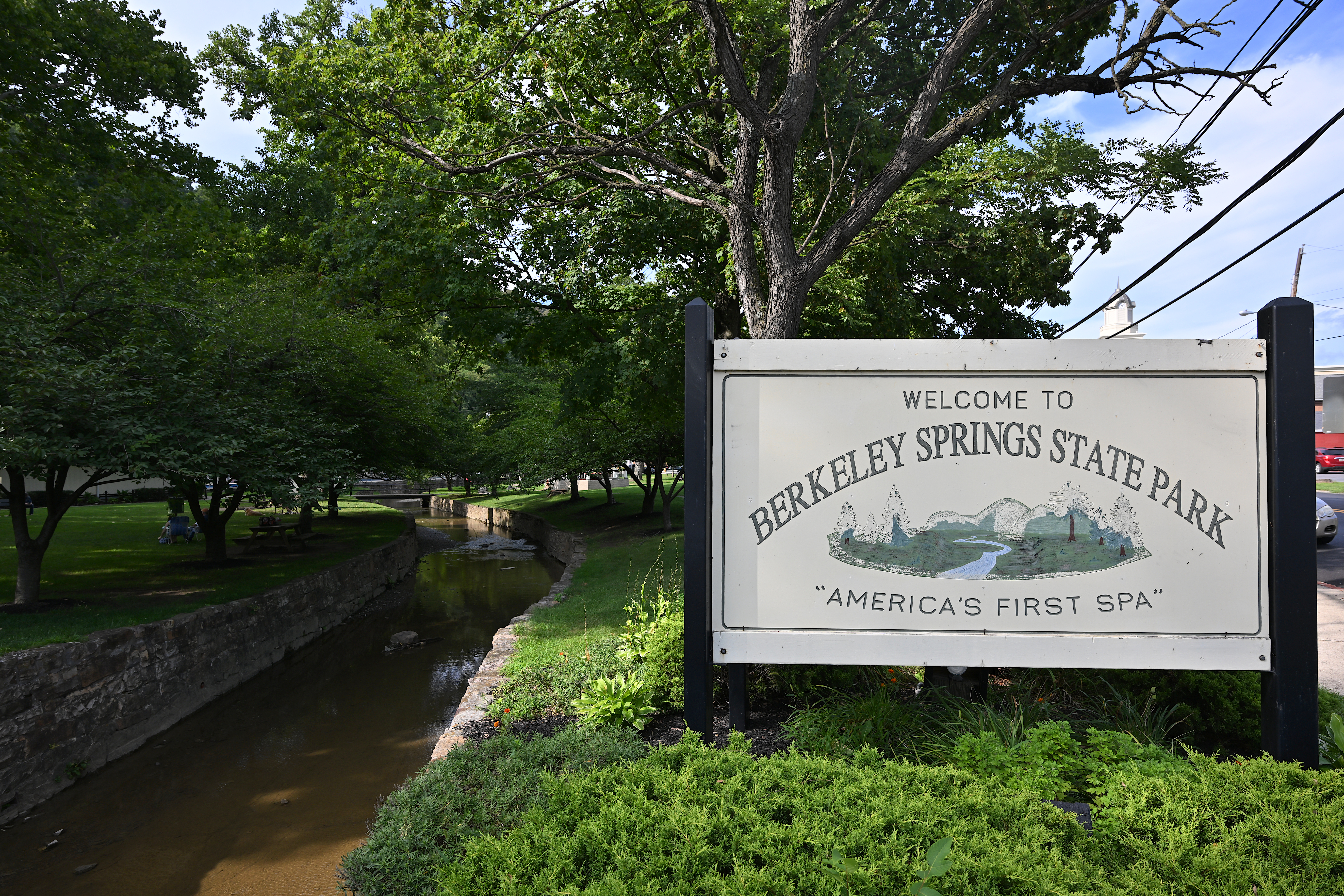
Eingang zum Berkeley Springs State Park
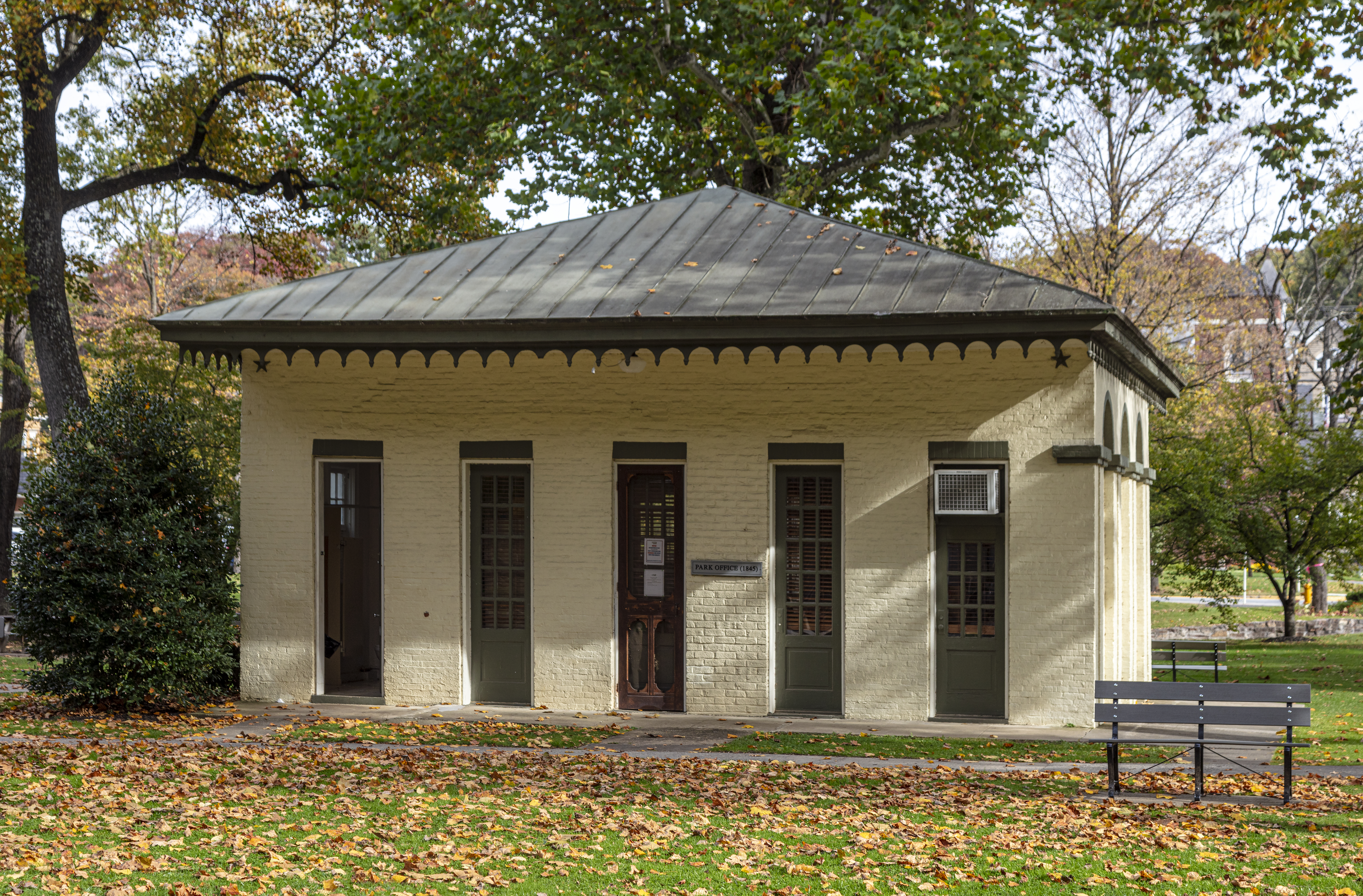
Parkverwaltung
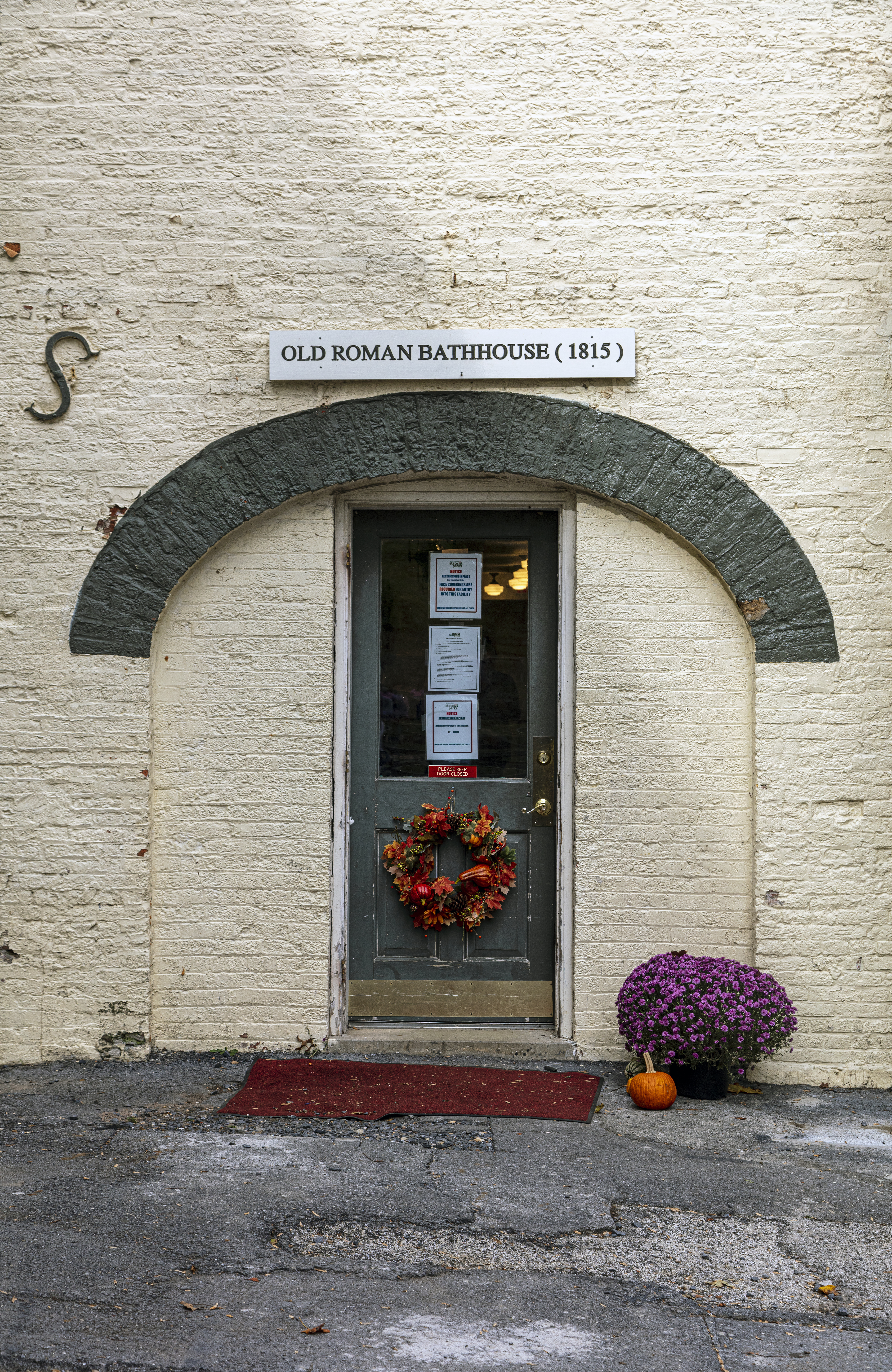
Roman Bathhouse
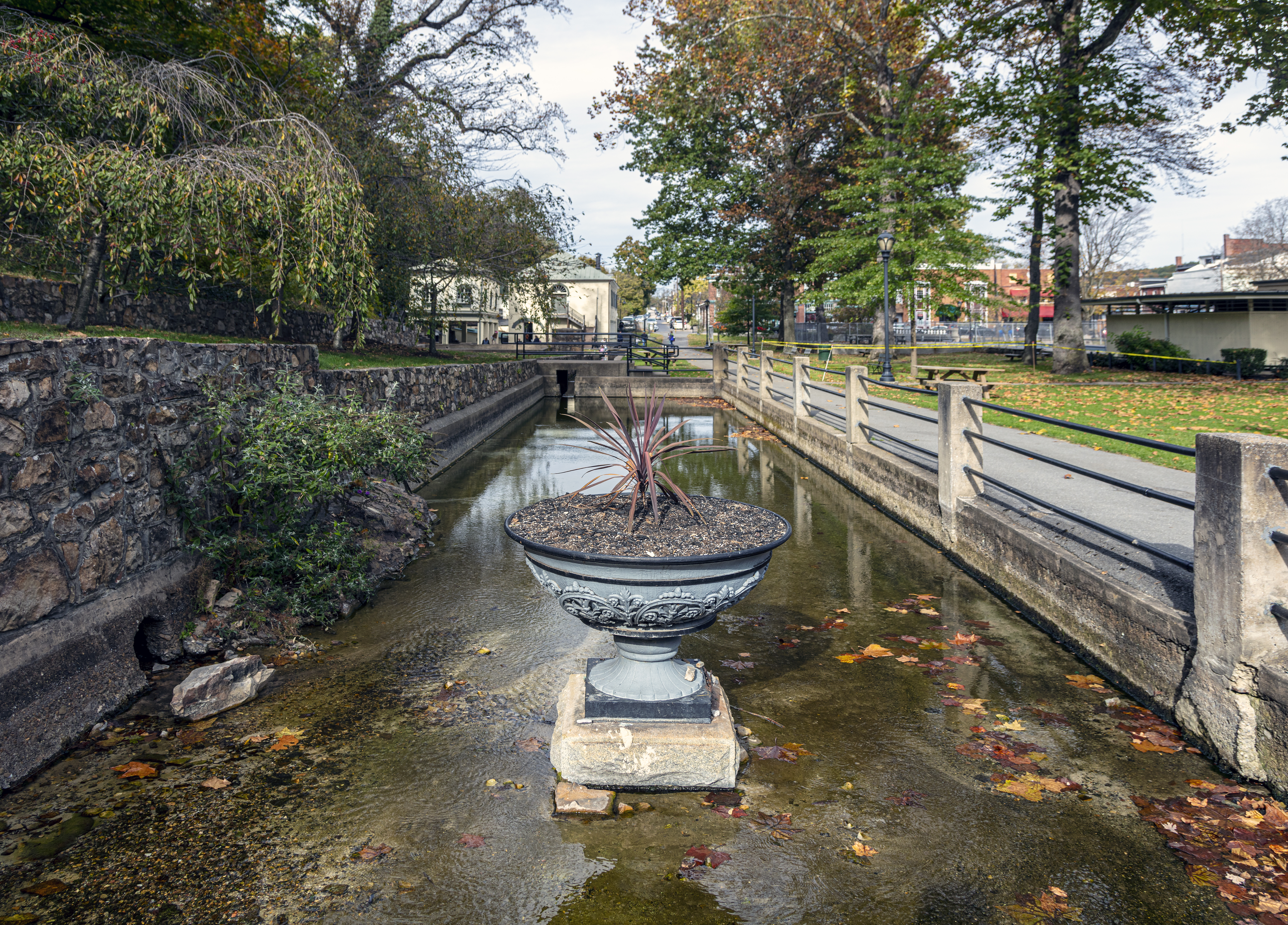
Wasserkanal im Park